# La scomparsa di Eleanor Rigby
La scomparsa di Eleanor Rigby (The Disappearance of Eleanor Rigby) è un film del 2013 scritto e diretto da Ned Benson, con protagonisti Jessica Chastain e James McAvoy.
La pellicola narra la storia d'amore di una coppia sposata di New York, raccontata dai punti di vista del marito e della moglie.
Inizialmente diviso in due parti (The Disappearance of Eleanor Rigby: Him e The Disappearance of Eleanor Rigby: Her), nel 2014 viene poi riunito in un unico film per la distribuzione cinematografica (The Disappearance of Eleanor Rigby: Them).
Il film viene presentato in anteprima mondiale, diviso in due parti, il 9 settembre 2013 al Toronto International Film Festival e successivamente proiettata alla 67ª edizione del Festival di Cannes nella sezione Un Certain Regard, con il titolo Eleanor Rigby.

## Trama
Conor e Eleanor sono una giovane coppia, separatasi a causa di una tragedia avvenuta tempo prima, la morte del loro unico figlio Cody, causata dalla sindrome della morte improvvisa del lattante. Poiché Eleanor, rimasta sterile, non riesce ad avere altri figli e superare il lutto, tra i due coniugi si alza un muro invisibile di silenzio. Non riescono a parlarsi, non possono più neppure guardarsi, niente è come prima, sono cambiati per sempre pur rimanendo gli stessi.
Conor si butta nel lavoro, dirige un pub con il suo migliore amico Stuart, mette in soffitta tutti i vestitini del figlio neonato e non sopporta di avere nemmeno una fotografia. Eleanor cade in una depressione intensa e straziante che la porta a tentare di uccidersi gettandosi in acqua da un ponte della ferrovia. Salvata da un passante che dà l'allarme, decide di andarsene: lascia Conor e torna a casa dei suoi genitori, dove vive la sorella Katy, mamma single di Philip.
La storia viene raccontata seguendo due punti di vista: quello di Conor, tagliente, disperato, senza sfumature o mezzi toni, dove tutto è bianco o nero, dove ciò che importa è la volontaria scomparsa della sua amata Eleanor, e quello di lei, più complesso e sfaccettato, dove gli stessi ricordi ed episodi già visti nella mente di Conor assumono molto più corpo, intensità, motivazione. Eleanor, che di cognome fa Rigby, chiamata così perché i suoi genitori si sono conosciuti mentre ascoltavano i Beatles, e Conor, normale giovane uomo in lotta con la vita, si amano e si ameranno di nuovo.

## Produzione

### Riprese
Le riprese iniziano nell'estate 2012 a New York e terminano a fine agosto.

### Cast
L'attore Joel Edgerton fu inizialmente scritturato per interpretare il ruolo di Conor Ludlow, ma dovette rifiutare il progetto e fu sostituito poi da James McAvoy.
L'attrice Eva Green fece un provino per il ruolo di Eleanor Rigby, che poi andò a Jessica Chastain.

## Promozione
Il primo trailer viene diffuso il 27 giugno 2014.

## Distribuzione
Il film viene presentato in anteprima mondiale, diviso in due parti, il 9 settembre 2013 al Toronto International Film Festival.
La pellicola è stata distribuita nelle sale cinematografiche statunitensi a partire dal 26 settembre 2014, mentre in Italia arriverà nel mercato direct to video a partire dal 26 marzo 2015 in tutte e tre le edizioni: La scomparsa di Eleanor Rigby - Lei, La scomparsa di Eleanor Rigby - Lui e La scomparsa di Eleanor Rigby - Loro.

## Riconoscimenti
- 2014 - Critics' Choice Movie Award
  - Critics' Choice MVP Award a Jessica Chastain